# 等待
《等待》是張信哲第7張個人專輯，於1994年6月發行，也是他在巨石音樂最後一張國語專輯。此專輯的中國大陸引進版由滾石唱片授權上海聲像發行。
上一張專輯《心事》裏的《愛如潮水》讓張信哲到達了歌唱事業的第一個頂峰，張自己在此張專輯歌詞內附的日記裏也坦言壓力變大，“必須坦誠這或有或無的壓力”，這張專輯正是延續其歌唱地位的關鍵一張唱片。專輯首波主打為李宗盛包辦詞曲的《別怕我傷心》，次主打為同香港女星劉嘉玲合作，在之後廣為傳唱的男女對唱歌曲《有一點動心》。另外，此張專輯也是張宇同張信哲的首次合作。

## 曲目
| 曲序 | 曲名                                      | 作曲   | 作詞        | 編曲          | 注釋                  |
| 01   | 別怕我傷心                                | 李宗盛 | 李宗盛      | 鮑比達        | 第一主打 原唱为李冠毅 |
| 02   | 有一點動心 （劉嘉玲、張信哲對唱曲）       | 曹俊鴻 | 厲曼婷      | Ken Lim       | 第二主打              |
| 03   | 我最愛的女人                              | 張朵朵 | 田定豐      | 鮑比達        |                       |
| 04   | 依依不捨                                  | 殷文琦 | 劉虞瑞      | 殷文琦/徐德昌 |                       |
| 05   | 風言風語 （TVBS職棒片頭音樂）             | 曹俊鴻 | 田定豐      | Ken Lim       |                       |
| 06   | 不會讓你後悔 （94年軍校正期班招生主題曲） | 曹俊鴻 | 田定豐      | 戴瑞克        | 第三主打              |
| 07   | 愛已成風                                  | 黎沸揮 | 黎沸揮      | 屠穎          |                       |
| 08   | 因為我愛你                                | 劉志宏 | 劉志宏      | 鮑比達        |                       |
| 09   | 就等著你                                  | 薛忠銘 | 厲曼婷      | 薛忠銘        |                       |
| 10   | 我在這裏守候                              | 張宇   | 張宇/十一郎 | 鮑比達        |                       |

## 唱片版本
- 卡帶版
- CD版